# Hans-Valentin Hube

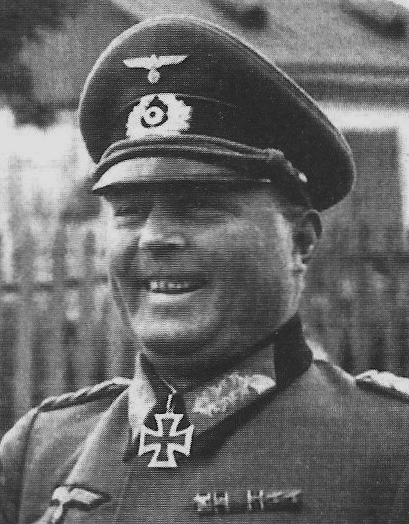
Hans-Valentin Hube (1941)

 Hans-Valentin Hube, auch Hans Hube, (* 29. Oktober 1890 in Naumburg (Saale); † 21. April 1944 bei Ainring) war ein deutscher Generaloberst im Zweiten Weltkrieg und einer von 27 Trägern des Eichenlaubs mit Schwertern und Brillanten zum Ritterkreuz des Eisernen Kreuzes.

## Leben
Hube trat 1909 als Fahnenjunker in das Infanterie-Regiment „Fürst Leopold von Anhalt-Dessau“ Nr. 26 in Magdeburg ein, wo er nach 18 Monaten Dienstzeit am 22. August 1910 zum Leutnant befördert wurde.
Mit dem von ihm ausgebildeten Rekrutenjahrgang zog er 1914 als Zugführer in den Ersten Weltkrieg, wurde Bataillonsadjutant und am 20. September 1914 bei Fontenoy (Département Aisne) durch einen Querschläger so schwer verwundet, dass der linke Arm amputiert werden musste. Als Oberleutnant und Kompaniechef kehrte Hube im Dezember 1915 an die Westfront zurück. 1916 erhielt er an der Somme das Eiserne Kreuz I. Klasse. 1917 wurde er zum Hauptmann befördert und mit dem Ritterkreuz des Königlichen Hausordens von Hohenzollern mit Schwertern ausgezeichnet. Hube war als Bataillonskommandeur an der Abwehr des ersten britischen Panzerangriffs bei der Schlacht von Cambrai eingesetzt. Kurz darauf musste er mit einer schweren Giftgaserkrankung ins Lazarett eingeliefert werden. Er erhielt das Verwundetenabzeichen in Schwarz und wurde noch zur Verleihung des Ordens Pour le Mérite vorgeschlagen. Diesen Orden bekam er aber aufgrund des Kriegsendes im November 1918 nicht mehr.
Nach der Entlassung aus dem Lazarett war er zunächst beim Freiwilligen Landesschützenkorps und wurde im Oktober 1919 in die Reichswehr übernommen. Hier war er zuerst als Kompaniechef und ab 1925 als Ausbilder an der Zentralen Infanterieschule in Dresden tätig. 1932 übernahm er als Major das I. Bataillon des 3. (Preußischen) Infanterie-Regiments in Marienwerder. Zwei Jahre später erfolgte die Beförderung zum Oberstleutnant. Am 1. Mai 1935 wurde er Kommandeur der neu eingerichteten Infanterieschule Döberitz und als solcher im folgenden Jahr zum Oberst befördert.
Im Oktober 1939 übernahm Hube als Kommandeur das Infanterie-Regiment 3 und kurz nach Beginn des Westfeldzugs am 14. Mai 1940 die 16. Infanterie-Division. Zwei Wochen später wurde er zum Generalmajor ernannt. In der Panzergruppe Kleist erreichte er den Ärmelkanal und drang dann in Lothringen bis zum Vaudemont bei Mirecourt vor, wo er die Kapitulation des französischen XXI. Korps von General Flavigny zwei Tage vor den Waffenstillstandsverhandlungen entgegennahm. Daraufhin erhielt Hube den Befehl, seine 16. Infanterie-Division zur Panzer-Division umzubilden und als Ausbildungstruppe ins verbündete Rumänien zu verlegen.

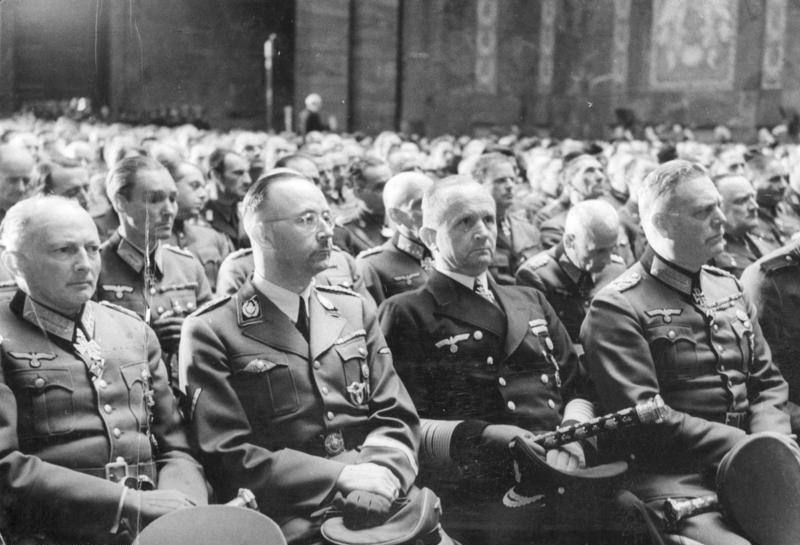
Wilhelm Keitel, Karl Dönitz, Heinrich Himmler und Günther von Kluge (vordere Reihe von rechts) bei der Trauerfeier für Hube

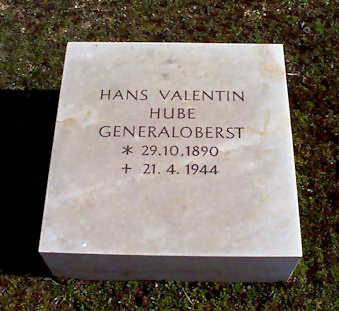
Restitutionsstein auf Hubes Grab auf dem Invalidenfriedhof in Berlin

Auf Anhieb durchbrach die 16. Panzer-Division unter Generalmajor Hube beim Angriff auf die Sowjetunion Ende Juni 1941 die Stalin-Linie, wofür er am 1. August 1941 das Ritterkreuz des Eisernen Kreuzes erhielt. Später war er an der Einnahme von Nikolajew und der Schlacht um Kiew entscheidend beteiligt, wofür ihm am 17. Januar 1942 das Eichenlaub (62. Verleihung) zum Ritterkreuz verliehen wurde. Im April 1942 wurde er zum Generalleutnant befördert. Am 16. September 1942 beauftragte man ihn mit der Führung des XIV. Panzerkorps, welches in der Schlacht von Stalingrad eingesetzt wurde, und beförderte ihn wenig später zum General der Panzertruppe. Am 28. Dezember 1942 erreichte ihn der Befehl Hitlers, zur Berichterstattung und zum Empfang der am 21. Dezember verliehenen Schwerter (22. Verleihung) zum Ritterkreuz aus dem Kessel zu fliegen. Am 8. Januar 1943 flog er zurück in den Kessel, wo sich das Ende der 6. Armee bereits abzeichnete. Auf Befehl Hitlers wurde Hans Hube am 18. Januar 1943 wieder aus dem Kessel ausgeflogen, um die Versorgung aus der Luft zu organisieren.
Im Februar 1943 beauftragte das Oberkommando des Heeres Hube mit der Neuaufstellung des XIV. Panzerkorps, das nach Sizilien verlegt werden sollte. Er wurde zum Oberbefehlshaber aller Heeres- und Luftwaffentruppen auf Sizilien ernannt und bekämpfte die Invasion der Insel und die nachfolgende Eroberung des italienischen Festlandes. Am 17. August 1943 wurde er erstmals im Wehrmachtsbericht genannt und von den verbündeten Italienern mit dem Komturkreuz des Militärordens von Savoyen geehrt.
Am 23. Oktober 1943 erhielt er den Befehl über die 1. Panzerarmee. Nachdem seine Armee in der Kesselschlacht von Kamenez-Podolski eingekesselt worden war, konnte er mit 200.000 Mann erfolgreich ausbrechen und wurde am 31. Januar sowie am 9. April 1944 im Wehrmachtbericht genannt. Außerdem erhielt er am 20. April 1944 von Hitler als vierter Soldat des Heeres die Brillanten zum Ritterkreuz des Eisernen Kreuzes und wurde zum Generaloberst befördert.
Am Tag darauf kam Hube bei einem Flugzeugabsturz ums Leben: Die Maschine, die ihn von Salzburg nach Berlin bringen sollte, stürzte kurz nach dem Start bei Ainring ab. Hube wurde mit einem Staatsakt auf dem Berliner Invalidenfriedhof beigesetzt. Der ursprüngliche Grabschmuck ist nicht erhalten, die Grabstelle wird aber seit dem Jahr 2000 von einem Restitutionsstein markiert.

## Schriften
Sein Handbuch Der Infanterist erschien 1925, 1928, 1932, 1934, 1934/35 und 1935/36, wobei die beiden letzten Ausgaben in zwei Teilbänden erschienen. Nach der Machtübernahme durch die Nazis übernahm er NS-Ideologie in seinem Handbuch. Es finden sich nun Begriffe wie germanischem Staatswesen, germanischem Rasseerbgut und Volksheer des Dritten Reiches im Handbuch. Der Krieg wurde als Stahlbad der Nation, die Schlacht als prägendes Ereignis im Mannesleben herausgestellt.
- Der Infanterist: Handbuch f. Selbstunterricht u. Ausbildg d. jungen Frontsoldaten d. Infanterie. Verlag Offene Worte, Charlottenburg 1925.